# Zgornja Bela
Zgornja Bela je gručasta vas v Občini Preddvor. Leži v ob križišču cest v delno gozdnatem območju severno od Srednje Bele in zahodno od občinskega središča Preddvor ter južno od naselja Bašelj. Skozi vas tečeta potoka Bela in Belica. Naselje nima cerkve.